# MZKT
MZKT (МЗКТ hoặc МЗКЦ, tiếng Belarus: Мінскі завод колавых цягачоў, tiếng Nga: Минский завод колёсных тягачей, Minsk Wheel(ed) Tractor Plant (MWTP)) là một nhà sản xuất xe địa hình hạng nặng , đặc biệt là xe tải quân sự Minsk , có trụ sở tại Bê-la-rút; trước đây nó là một bộ phận của MAZ . Xe tải dân dụng MZKT mang nhãn hiệu VOLAT  (tiếng Belarus: волат nghĩa đen là Người khổng lồ). MZKT chuyên sản xuất các loại xe và rơ moóc hạng nặng địa hình và địa hình, cũng như khung gầm bánh lốp đặc biệt để lắp đặt các thiết bị khác nhau cho các doanh nghiệp và tổ chức vận tải của ngành xây dựng, dầu khí và kỹ thuật.